# Stadio Karol Wojtyła
Lo stadio Karol Wojtyła, precedentemente Stadio Alfaterno, è il principale impianto sportivo di Nocera Superiore.

## Ubicazione e struttura
Costruito nella frazione di Pecorari, attualmente presenta due settori: una tribuna da circa mille posti e una gradinata da duecento. Inoltre è munita di metà pista d'atletica in tartan, diverse aree spogliatoio e di botteghini per i biglietti. Attualmente l'impianto è in parte inagibile.

## Storia
Lo stadio fu costruito nei primi anni '70 col nome di Stadio Alfaterno, chiaro riferimento a Nuceria Alfaterna, nome con la quale era conosciuta anticamente la città. Inizialmente la struttura era spartana: con un campo in terra battuta ed un solo spalto di legno. In principio ospitava le realtà minori di Nocera Superiore (come ad esempio l'InterNocera), fu dalla fine degli anni '80, quando l'amministrazione comunale ammodernò la struttura, che l'impianto ospitò anche le gare della Libertas Alfaterna, militante all'epoca in Promozione. Nel campionato di Eccellenza 91-92, con la Libertas che si trasferì allo Stadio San Francesco d'Assisi, la Nocerina fu relegata dai tifosi, delusi ed esasperati dagli scarsi risultati, a terminare il campionato proprio all'Alfaterno.
Successivamente, il club rossonero userà, a periodi alterni, la struttura per gli allenamenti o per le gare del settore giovanile fino al 2018. Lo stadio fu totalmente rimaneggiato nel 2006 assumendo il moderno aspetto, inoltre la struttura fu intitolata all'appena scomparso pontefice Karol Wojtyła.
Nel 2009 divenne anche la struttura principale della Real Nocera Superiore, squadra che nelle stagioni 2010-2011 e Serie D 2011-2012 gioco le sue gare interne di Serie D in questa struttura.
Nel campionato di Eccellenza Campania 2014-2015 ha ospitato, per la seconda volta nella sua storia, le gare interne della Nocerina. Il club rossonero poi abbandonerà la struttura (dichiarata in parte inagibile), spostandosi allo Stadio Pasquale Novi di Angri.
A fasi alterne ospita le gare delle giovanili rossonere. 
Nel 2016 la struttura fu presa in gestione dalla  Sporting Girls Nocerina, la società abbandonerà poi la gestione, ritornando poi nel 2019 col nome di Fortitudo Nocerina.
A fine 2019, il gestore dell'impianto risulta essere l'ex calciatore Raffaele Sergio.
Fino al 2022 ha ospitato in maniera alterna le gare interne dell'Alfaterna Calcio (Eccellenza) e della formazione pecorarese F3 (Seconda Categoria).
Dal 2017 è casa dell'Atletico Nuceria (Prima Categoria), squadra della vicina Materdomini, mentre dal 2021 è anche lo stadio di casa dell'ASD Nocera Superiore, squadra legata alla Raffaele Sergio Academy, che ha in gestione la struttura.